# Querella de las investiduras

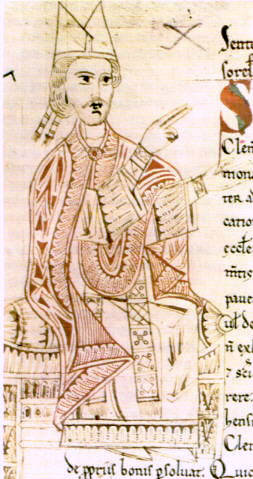
El papa Gregorio VII según ilustración en un manuscrito de autor desconocido del.

La querella de las investiduras enfrentó a papas y emperadores del Sacro Imperio Romano Germánico hasta 1122, cuando se resolvió el conflicto mediante el Concordato de Worms. Se encuentran varias fechas para el comienzo del enfrentamiento, por ejemplo 1075 o alrededor de 1078. La causa de la querella de las investiduras era la provisión de beneficios (rentas) y títulos eclesiásticos. Se puede resumir como la disputa que mantuvieron pontífices y emperadores del Sacro Imperio por la supremacía de su respectiva autoridad en los nombramientos de oficios en la Iglesia católica.

## Origen
En 1073 es nombrado papa Gregorio VII. La primera medida que tomó ese mismo año fue la prescripción del celibato eclesiástico, es decir la prohibición del matrimonio de los sacerdotes. En el futuro los sacerdotes no podrían tener hijos legítimos y, por tanto, no podrían transmitir a título hereditario sus posesiones ni sus derechos.
Numerosos obispos, abades y eclesiásticos en general prestaban vasallaje a sus señores laicos debido a los feudos que estos les otorgaban. Aunque un clérigo podía recibir un feudo común y corriente de igual manera que un laico, existían determinados feudos eclesiásticos que solo podían ser entregados a los religiosos. Siendo territorios dominados por señores civiles que conllevaban derechos y beneficios feudales, su concesión era realizada por los soberanos mediante la ceremonia de la investidura. El conflicto surgía de la disociación de funciones y atributos que entrañaba tal investidura.
Por ser un feudo eclesiástico, el beneficiario debía ser un clérigo; si no lo era, cosa que sucedía frecuentemente, el aspirante era también investido eclesiásticamente, es decir, recibía simultáneamente los derechos feudales y la consagración religiosa. Según la doctrina de la Iglesia, un laico no podía consagrar clérigos, y de manera análoga, no podía otorgar la investidura de un feudo eclesiástico, atribución que tenía adjudicada el sumo pontífice o sus legados.
Para reyes y emperadores, los feudos eclesiásticos, antes que eclesiásticos, eran feudos. Los clérigos feudatarios, además de clérigos, eran tan vasallos como los demás, obligados en la misma medida a servir a su señor, comprometidos a ayudarle económica y militarmente en caso de necesidad. Los monarcas no querían que el papa les despojara de la facultad de investir a los destinatarios de aquellos feudos y de obtener, a cambio, el provecho inherente a la concesión feudal.
Se daba, además, la circunstancia de que en los dominios del emperador los clérigos feudales eran muy numerosos, y, además, eran un grupo que poseía cargos de confianza en la administración, fundamentales para la marcha del gobierno del emperador. Así, los monarcas hacían recaer los cargos eclesiásticos en parientes o amigos, es decir, personas que no necesariamente eran dignas de ser clérigos según las normas de la Iglesia. Por otra parte, muchos obispos, abades y clérigos no querían cambiar su situación de vasallos debido al riesgo de perder las prerrogativas de que disfrutaban en sus posesiones feudales.
Privar al emperador de su facultad de investir a los titulares de los feudos eclesiásticos equivalía a quitarle el derecho de nombrar a sus colaboradores  y sustraerle buena parte de sus vasallos, los más leales, sus valedores financieros, los que le sustentaban militarmente. Todo esto era parte de la lucha entre los Poderes universales que se disputaban el dominio del mundo, el Dominium mundi.
A comienzos del siglo XI, ante un Papado impotente, el emperador Enrique III (1039-1056), dispensó multitud de cargos eclesiásticos.
Tras la muerte de Enrique III surge un movimiento tendente a liberar al Papado del sometimiento al imperio. En todo el mundo cristiano empieza a reivindicarse la libertad de la Iglesia para nombrar a sus cargos.
Al decreto papal de 1073 sobre el celibato, siguieron otros cuatro decretos dictados en 1074 sobre la simonía y las investiduras. Las disposiciones no se promulgaron, por no ser necesarias, ni en España, ni en Francia ni en Inglaterra. La reacción por parte de las autoridades civiles y de los mismos clérigos afectados fue virulenta, corriendo peligro en muchos casos la integridad personal de los legados de la Santa Sede enviados para publicar y hacer cumplir los edictos del pontífice.
Pero el papa no suavizó sus métodos ni rebajó el tono de las amenazas. Muy al contrario, dictó nuevos decretos en 1075 (veintisiete normas compendiadas en los Dictatus papae) que repetían las prohibiciones de los decretos anteriores con mayor severidad en las penas, que alcanzaban a la excomunión, para quienes, siendo laicos, entregasen una iglesia o para quienes la recibiesen de aquellos, aun no mediando pago.
Los veintisiete axiomas de los Dictatus papae se resumen en tres conceptos básicos: 
- El papa está por encima no solo de los fieles, clérigos y obispos, sino de todas las Iglesias locales, regionales y nacionales, y por encima también de todos los concilios.
- Los príncipes, incluido el emperador, están sometidos al papa.
- La Iglesia romana no ha errado en el pasado ni errará en el futuro.

## La querella
Estas pretensiones papales le llevarán a un enfrentamiento con el emperador alemán en la llamada Disputa de las Investiduras, que en el fondo no es más que un enfrentamiento entre el poder civil y el eclesiástico sobre la cuestión de a quién compete el dominio del clero.
En efecto, Enrique IV no parecía dispuesto a admitir la menor merma en su autoridad imperial y se comportó con desdeñosa indiferencia frente a las prescripciones pontificias. Siguió invistiendo a obispos para cubrir las sedes vacantes en Alemania y, lo que fue más hiriente para la sensibilidad de la Santa Sede: nombró al arzobispo de Milán, cuya población había rechazado al designado por el papa. Gregorio VII recriminó al emperador su insolente actitud, le dirigió un nuevo llamamiento a la obediencia y le amenazó con la excomunión y la deposición. Por respuesta, Enrique IV convocó en Worms, en el año 1076, un sínodo de prelados alemanes que no se cohibieron en manifestaciones de vesánico odio hacia el pontífice de Roma y de abierta oposición a sus planes reformadores. Con el respaldo clerical expresado formalmente en el documento que recogía las conclusiones de la asamblea, en el que se dejaba constancia de desobediencia declarada al papa y se le negaba el reconocimiento como sumo pontífice, el emperador le conminó por escrito a que abandonara su cargo y se dedicara a hacer penitencia por sus pecados, a la vez que le daba traslado del acta del sínodo episcopal. La indignación en Roma superó cualquier límite. El concilio que se estaba celebrando en esas mismas fechas en la ciudad santa dictó orden de excomunión para Enrique IV y todos los intervinientes en el sínodo alemán, a lo que el papa añadió una resolución de dispensa a los súbditos del emperador del juramento de fidelidad prestado, lo declaraba depuesto de su trono imperial hasta que pidiese perdón, y prohibía a cualquiera reconocerlo como rey.
Orden de excomunión de Gregorio VII para Enrique IV:

Oh bienaventurado Pedro, príncipe de los apóstoles, inclina, te rogamos, tus piadosos oídos a nosotros y escúchame a mí que soy tu siervo. (...) Por tu gracia, Dios me ha dado potestad de atar y desatar en el cielo y en la tierra. Basándome en esta confianza, por el honor y defensa de tu Iglesia, en nombre de Dios omnipresente, Padre, Hijo y Espíritu Santo, por medio de tu potestad y autoridad, quito al rey Enrique, hijo del emperador Enrique, que se sublevó con inaudita soberbia contra tu Iglesia, el poder sobre todo el reino de Germania y sobre Italia, y libero a todos los cristianos del vínculo de juramento que le hicieron o le hagan, y prohíbo que ninguno le sirva como a rey.
Acta Sancti Gregorii VII P. L. CXLVIII (1076)

## La humillación de Canossa

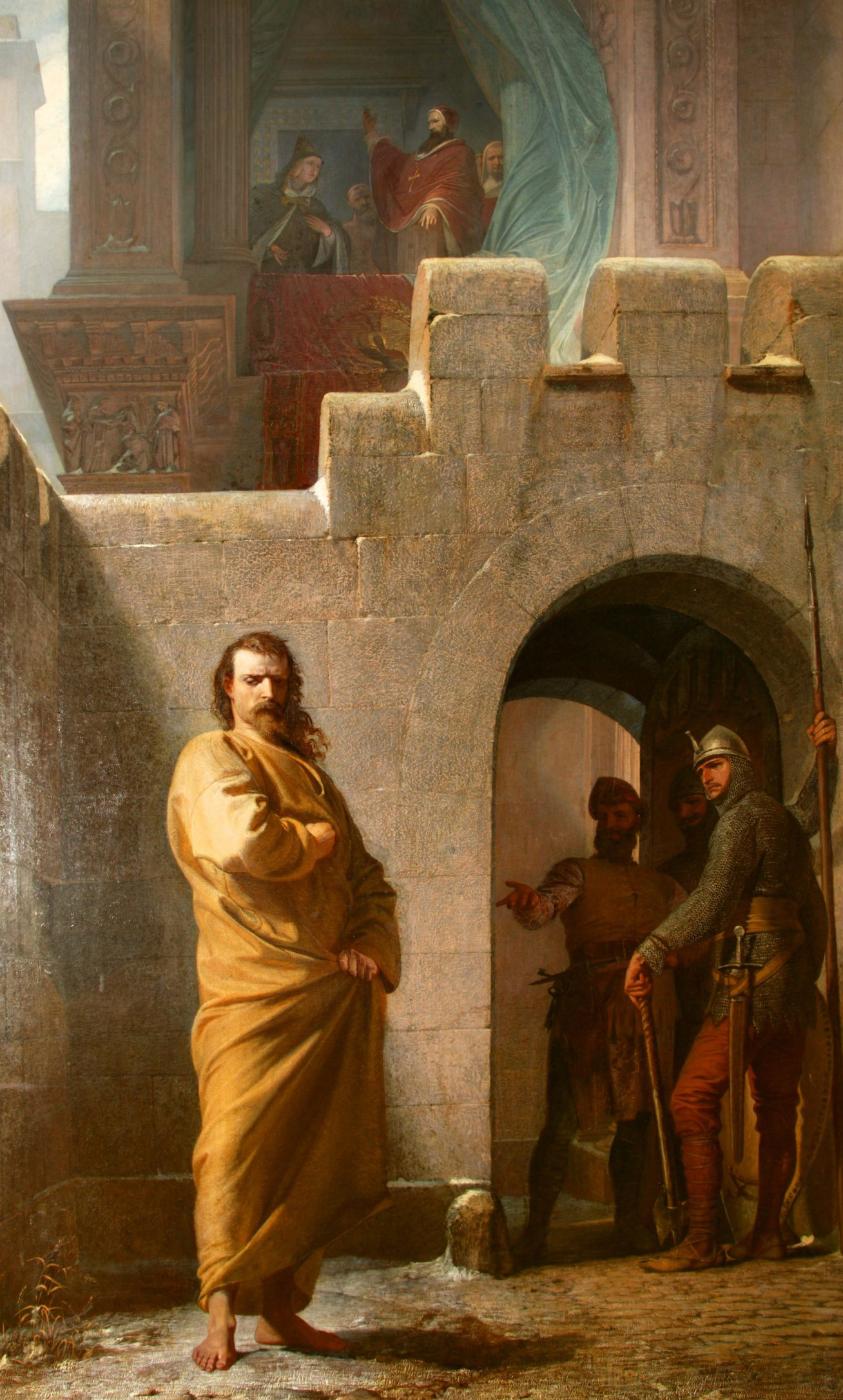
Humillación de Enrique IV ante el papa para pedirle su perdón (Eduard Schwoiser, 1852).

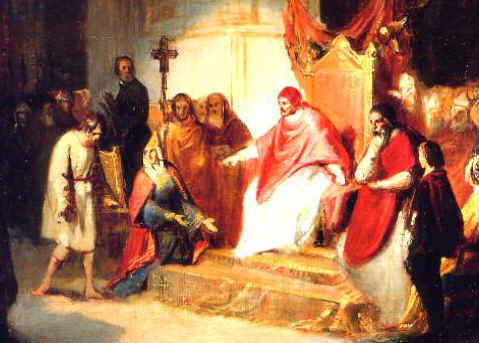
El emperador Enrique IV delante del papa Gregorio VII en Canossa (Carlo Emanuelle, c. 1630).

Con motivo de la publicación de la bula de excomunión contra el emperador, la nobleza opositora logró convocar en Tribur la Dieta imperial con la manifiesta intención de deponer al monarca, aprovechando además que los rebeldes sajones estaban de nuevo en pie de guerra. Enrique IV se vio en situación comprometida. Ante el peligro de que el papa aprovechara esta reunión para imponer sus exigencias, y amenazado además de deposición por los príncipes si no era absuelto de la excomunión, Enrique IV decide ir al encuentro del papa y obtener de él la absolución.  
A principios de 1077 fue advertido el papa de que el emperador estaba en camino hacia Italia. No cuestionó las hostiles intenciones de este y buscó refugio seguro en el inexpugnable castillo de Canossa, cerca de Parma. Pero Enrique no venía encabezando ningún ejército, sino como penitente arrepentido que imploraba el perdón del santo padre y que deseaba retornar al seno de la iglesia mediante el levantamiento de la excomunión. Llegó a Canossa el 25 de enero de aquel gélido invierno pidiendo ser recibido por su santidad. Se cuenta que el papa demoró la entrevista por término de tres días, durante los cuales permaneció el humilde emperador descalzo y arropado con una simple capa a las puertas de la fortaleza. El papa, sorprendido por la inesperada actitud de su enemigo, vacilaba sobre la mejor forma de actuar: el sumo pontífice no podía negar la absolución de sus faltas a un peregrino que se presentaba de aquella guisa dando muestra de humildad y contrición; pero, de hacerlo, Enrique IV se vería de nuevo reintegrado en la comunidad cristiana, confirmado en su trono con pleno derecho de ceñir la triple corona, y exento de cualquier tara que sirviera de argumento a sus enemigos para exigir su abdicación. No tuvo otra opción que perdonar y absolver, ennoblecido moralmente y derrotado políticamente.

## Reactivación de la querella

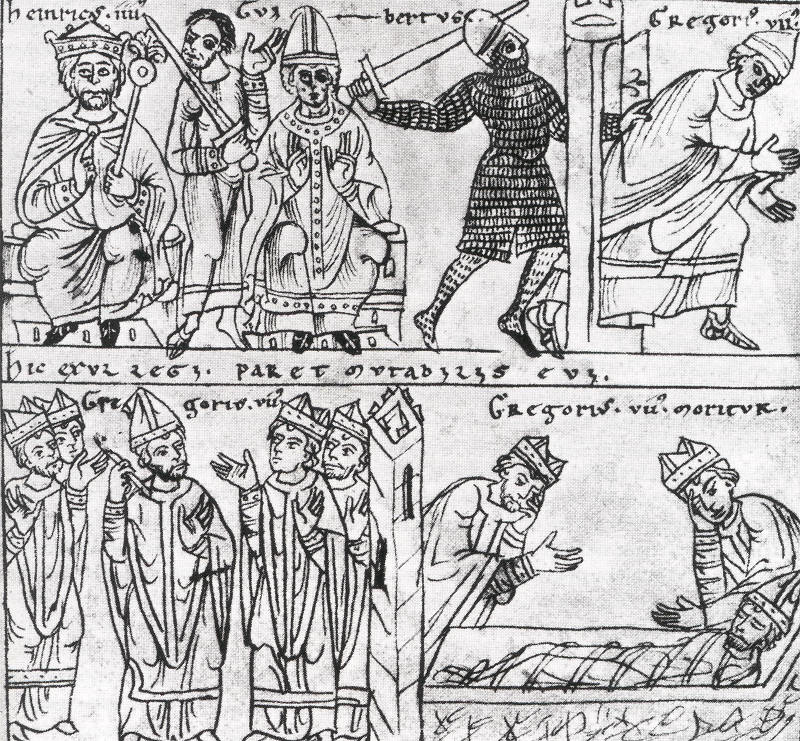
El antipapa Clemente III (arriba en el centro) y el emperador Enrique IV (arriba a la izquierda) expulsan a Gregorio VII. Abajo se representa la muerte de Gregorio VII. La imagen está tomada del Códice Jenesis Bose q.6 (1157).

Al regreso de Enrique a Alemania, los partidarios de su cuñado Rodolfo de Suabia, reunidos en Forchheim (Baviera), proclamaron nuevo emperador a Rodolfo. Enrique IV quiso poner a prueba al papa y le exigió en tono altanero que excomulgara a Rodolfo de Suabia. Las relaciones se agriaron y el emperador volvió a proceder como ya lo había hecho en ocasión anterior: convocó un concilio de prelados alemanes en Bresanona que declaró desposeído de su dignidad pontificia a Gregorio VII y nombró en su lugar a un antipapa, al arzobispo de Rávena investido como Clemente III. La reacción del papa no se hizo esperar, e inmediatamente, en ese año de 1080, por un concilio celebrado en Roma depuso de su cargo imperial a Enrique IV, le fulminó con la excomunión y reconoció como legítimo rey a su cuñado Rodolfo.
Enrique IV se puso al frente de un poderoso ejército y marchó sobre Roma. Instalado en la ciudad santa, reunió en ella un concilio al que fue convocado Gregorio VII, pero este no acudió, sabedor de que iba a ser juzgado y condenado. Su inasistencia no evitó su excomunión y destronamiento. En su lugar se colocó a Clemente III que se apresuró a coronar a Enrique IV y a su esposa Berta el 31 de marzo de 1084. Gregorio solicitó la ayuda del normando siciliano Roberto Guiscardo, quien puso en marcha sus huestes de aventureros, en su mayoría musulmanes, y las lanzó contra Roma. Enrique abandonó cautamente la ciudad que quedó a merced de aquellas hordas incontroladas. Se produjo un verdadero saqueo, intolerable para el pueblo romano, que se sublevó contra los valedores de la autoridad gregoriana. Fue la excusa para una salvaje represión sangrienta en la que sucumbieron millares de ciudadanos y la urbe quedó arruinada. Bajo la protección de semejante vasallo y escoltado por sus milicias musulmanas, Gregorio VII huyó de la Roma devastada y aceptó el asilo que Guiscardo le dispensó en Salerno, donde murió al año siguiente.
Tras un fugaz paso por la sede pontificia de Víctor III, fue designado papa en 1088 Urbano II. En Roma, no obstante, seguía instalado el antipapa Clemente III con sus partidarios. Urbano se propuso desalojar de la ciudad santa a su oponente, para lo que confió en sus vasallos sicilianos. En efecto, con el apoyo del ejército normando pudo abrirse paso hasta Roma en noviembre de 1088, donde hubo de librarse cruentas batallas entre las tropas del antipapa y las del papa para que este pudiera por fin acceder a su legítimo trono. Una vez instalado en él, buscó la manera de derribar al emperador aglutinando en la poderosa Liga Lombarda las ciudades de Milán, Lodi, Piacenza y Cremona. Urbano II murió en 1099, sin haber podido doblegar a su personal enemigo Enrique IV.
Su sucesor Pascual II (Rainero Raineri di Bleda, o Bieda) ensayó sin resultado similares procedimientos a los empleados por sus antecesores en su pugna con Enrique IV. Este moría en 1106 dejando en el trono imperial a su hijo Enrique V. La aparentemente dócil disposición del nuevo emperador hizo creer por un momento a Pascual II  que tenía al alcance de su mano la ansiada solución a los vetustos problemas que padecía la cristiandad. Pero esa quimérica ilusión se desvaneció bien pronto. Enrique V no tardó en clarificar su posición: en el mismo momento en que se vio alzado al trono imperial envió emisarios a Roma para recordar al papa la ancestral prerrogativa del rey germánico de confirmar la elección de los obispos, tomarles juramento de fidelidad y entregarles las credenciales de su autoridad secular, o, dicho de otro modo, su facultad de investir a los prelados en sus feudos eclesiásticos. La lucha volvía a empezar y, como siempre, la excomunión del emperador fue la primera medida tomada en el concilio de Guastalla ese mismo año de 1106.

## Cambio de actitud
Privilegio que el Papa Pascual hizo al emperador Enrique sobre las investiduras de obispado y abadías. El obispo Pascual, siervo de los siervos de Dios, al muy querido hijo Enrique, rey de los germanos y augusto emperador de los romanos por la gracia del dios omnipotente, salud y nuestra bendición apostólica. La divinidad dispuso que vuestro reino estuviera de un modo especial unido a la Iglesia y vuestros predecesores por su bondad y por una especial gracia de la Providencia, alcanzaron la corona y el imperio de la ciudad de Roma, a la dignidad de cuya corona e imperio la majestad divina te ha conducido también a ti, Enrique hijo querido, por el ministerio de nuestro sacerdocio. Así pues aquel privilegio de dignidad que nuestros predecesores concedieron a vuestros predecesores, los emperadores católicos, nosotros también os lo concedemos y lo confirmamos mediante el escrito del presente privilegio para que confieras a los obispos y abades de tu reino que hayan sido elegidos libremente, sin violencia ni simonía, la investidura de la vara y del anillo a fin de que después de haber sino instruidos canónicamente, reciban la consagración del obispo al que pertenecieran.
Baronius: Annales... XI, 83

No obstante, Pascual II, en un acercamiento a la realidad, comenzó a percibir lo exagerado de las pretensiones de Gregorio VII y lo difícil de mantener aquellas exigencias, por lo que se fue mostrando receptivo a determinadas iniciativas que proponían la renuncia de los clérigos a la posesión de cualesquiera bienes materiales de concesión real, en el entendimiento de que habría de bastarles para su sustento con los diezmos y las limosnas de los fieles. A Enrique V no podía ofertársele una mejor solución, pues ella suponía la apropiación de todo el patrimonio de la iglesia germánica, por cuyo precio estaba dispuesto a renunciar a su privilegio de sancionar la elección de los cargos eclesiásticos que, en lo sucesivo, no ostentarían ningún poder territorial.
Con intención de acelerar un final satisfactorio para sus intereses, Enrique penetró en Italia en 1110 al frente de un ejército intimidador. Sus enviados a parlamentar con el papa y sentar las bases de la coronación imperial, firmaron con este el concordato de Sutri (Viterbo), por el que se pactaba el abandono por parte del emperador de sus supuestos derechos de investidura a cambio de la entrega por parte del clero de sus bienes territoriales. Una vez en Roma, se dispuso todo para que Enrique V recibiese de manos del pontífice la corona del Sacro Imperio el día 12 de febrero de 1111. Llegado el momento, estando para iniciarse la solemne ceremonia en la basílica de San Pedro, se hizo público el contenido del tratado suscrito entre el papa y el emperador. Cuando los prelados, abades y demás dignatarios eclesiásticos conocieron que la paz se compraba con sus bienes se desató la cólera de los afectados de forma tan tumultuosamente amenazadora que Pascual II no pudo proseguir con la lectura del documento ni proceder a la coronación del emperador. Este, por su parte, estaba resuelto a forzar el cumplimiento de lo pactado y, a tal fin, hizo que las tropas desalojasen el templo y redujo a prisión a los cardenales.
Cautivo de Enrique, Pascual II no tuvo otra opción que doblegarse a los imperativos de aquel y, cediendo a sus presiones, le coronó pomposamente, no sin antes haber firmado un nuevo documento por el que se reconocía al emperador el derecho de investidura «por el báculo y el anillo», esto es, en toda su plenitud, con la sola limitación de que no mediara contraprestación simoníaca. Recobrada la libertad, y ante los apremios, esta vez, de los burlados cardenales, el papa denunció el tratado suscrito bajo coacción y violencia y excomulgó al emperador.
La querella de las investiduras, que por un fugaz momento pareció llegar a su fin, se intensificó si cabe. Pascual II murió en 1118 sin haber avanzado en el camino de la solución.

## El fin de la querella
Privilegium imperatoris. En nombre de la santa e indivisible Trinidad. Yo, Enrique, por gracia de Dios augusto emperador de los romanos, por amor de Dios y de la santa Iglesia Romana y de nuestro papa Calixto y por la salvación de mi alma, cedo a Dios y a sus santos apóstoles Pedro y Pablo y a la santa Iglesia Católica toda investidura con anillo y báculo, y concedo que en todas las iglesias existentes en mi reino y en mi imperio, se realicen elecciones canónicas y consagraciones libres. Restituyo a la misma santa Iglesia las posesiones y privilegios del bienaventurado Pedro, que le fueron arrebatados desde el comienzo de esta controversia hasta hoy, ya en tiempos de mi padre, ya en los míos, y que yo poseo; y proporcionaré fielmente mi ayuda para que se restituyan las que no lo han sido todavía.
 M. G. H.: Leges, vol. II, pp. 75-76

Tras el fugaz paso por el papado de Gelasio II, en 1119 se sitúa al frente de la iglesia Calixto II, papa de origen francés y a quien hay que atribuir el éxito en la anhelada conclusión de la querella de las investiduras. El inicio de su pontificado no presagiaba aquel buen final, pues una de sus primeras medidas consistió en revocar la facultad de investidura arrancada coactivamente por Enrique V a Pascual II, lo que dio lugar a renovadas tensiones. No obstante, sea porque cundiese en ambas partes la fatiga por tan prolongada lucha, o porque finalmente se impusiera la razón, el 23 de septiembre de 1122 se firmó el Concordato de Worms, ratificado un año después por el concilio ecuménico de Letrán. Por aquel protocolo se establecía un acuerdo entre la santa sede y el imperio, según el cual correspondería al poder eclesiástico la investidura clerical mediante la entrega del anillo y el báculo y la consagración con las órdenes religiosas, mientras que al estamento civil se le reservaba la investidura feudal con otorgamiento de los derechos de regalía y demás atributos temporales. Los así investidos se debían al papa en lo religioso y al soberano laico en lo civil. Al emperador se le reconocía además la potestad de asistir a la elección de los cargos eclesiásticos y de utilizar su voto de calidad cuando no hubiese acuerdo entre los electores. Como las presiones que se ejercían sobre los capítulos de las catedrales y abadías eran muy fuertes en la elección de un determinado candidato, lo que dificultaba la obtención del cuórum necesario, al final acabó siendo con harta frecuencia el emperador quien impuso su arbitraje.